# Círculo de Fuhrmann

Círculo de Fuhrmann

Círculo de Fuhrmann com o triângulo de Fuhrmann (vermelho),
ponto de Nagel e ortocentro

Em geometria, o círculo de Fuhrmann de um triângulo, denominado em memória do matemático alemão Wilhelm Fuhrmann (1833–1904), é o círculo com um diâmetro do segmento de reta entre o ortocentro {\displaystyle H} e o ponto de Nagel {\displaystyle N}. Este círculo é idêntico ao circuncírculo do triângulo de Fuhrmann.
O raio de círculo de Fuhrmann de um triângulo com lados a, b e c e circunraio R (raio da circunferência circunscrita) é
{\displaystyle R{\sqrt {\frac {a^{3}-a^{2}b-ab^{2}+b^{3}-a^{2}c+3abc-b^{2}c-ac^{2}+c^{3}}{abc}}},}
que é também a distância entre o circuncentro e o incentro.
Além do ortocentro, o círculo de Fuhrmann cruza cada altitude do triângulo em um ponto adicional. Todos esses pontos têm distância {\displaystyle 2r} de seus vértices associados do triângulo. Aqui {\displaystyle r} denota o raio dos triângulos inscritos.